# Göcsej
Göcsej är kullar i Ungern.   De ligger i provinsen Zala, i den västra delen av landet, 200 km väster om huvudstaden Budapest.